# Leonera
Leonera (título internacional: Lion's Den) es una película argentina dramática de 2008 coescrita y dirigida por Pablo Trapero y protagonizada por Martina Gusmán. La historia aborda la maternidad dentro del sistema penitenciario. Fue filmada en centros penitenciarios reales, tales como el de Olmos, el de Los Hornos, el de San Isidro y la flamante cárcel de mujeres de San Martín. La película fue parte de la competencia oficial del Festival de Cannes de 2008.

## Argumento
La historia comienza una mañana de 2008, cuando Julia (Martina Gusman) despierta en medio de su departamento golpeada y confundida, rodeada de destrozos y sangre. En ese ambiente, ella continúa con su rutina habitual, tomándose el tren para ir a trabajar. Cuando regresa a la noche, la policía ingresa al departamento encontrándola a ella junto al cadáver de Nahuel, su novio, con el cuerpo del amante de éste, Ramiro (Rodrigo Santoro) quien es revivido por los paramédicos. Tras esto, detienen a Julia y la llevan a una comisaría donde le informan de que será enjuiciada y llevada a una cárcel hasta que se sustancie su juicio. Durante el control médico que recibe antes de ingresar al penal descubre que está embarazada.
Durante su estadía en la cárcel, Julia reside en un pabellón especial en donde se encuentra con otras mujeres condenadas también embarazadas, o ya con sus hijos paridos, nacidos en el penal. Al llegar, sus compañeras de cárcel ya sabían que ella había asesinado a su novio y había intentado matar a su amigo, a través de Marta (Laura García), que, con el paso del tiempo, llegaría a ser la única amiga más cercana que tendrá a su lado. Luego llega Sofía (Elli Medeiros), la madre de Julia, quien desde hacía unos años residía en Francia, y que luego de enterarse de lo ocurrido manda a un abogado (Roberto Maciel) para que realice la carpeta judicial y defienda a Julia durante el juicio, en donde queda caratulado como homicidio premeditado, por parte de Ramiro que se recuperó y avanzó con la causa.
Finalmente pasados los 9 meses, Julia da a luz a un varón, al que llama Tomás (interpretado mayormente por Tomás Plotinsky), que la acompañaría hasta los 4 años en el penal hasta definir su situación. Mientras tanto, Sofía cree que Tomás debería estar con ella y no encerrado junto a Julia tras las rejas, algo que dividirá la relación entre madre e hija.
Mientras Tomás crece, el citatorio de Ramiro contra Julia empieza y condenan a Julia a 8 años de prisión. Un día, Tomás enferma y debe ir a un hospital. La madre de Julia asume como tutora de este, negándose luego a devolverlo a su hija, lo que provoca una reacción violenta de Julia en el penal, logrando que sus compañeras se amotinen contra las autoridades para reclamar que el director del penal intervenga en el caso.
Tras una larga audiencia, Julia recupera a Tomás, incluso se beneficia con salidas transitorias para que pueda reinsertarse en la sociedad. En una de las salidas al departamento de su madre, Julia embosca y encierra a la empleada de limpieza junto a la oficial encargada en la cocina y escapa con su hijo. Ambos llegan a una parada de ómnibus donde viajan al interior y en el medio del trayecto se encuentra con Marta (que había cumplido su condena antes que Julia), quien les da nueva documentación y ropa para que puedan escapar a Paraguay. La película termina con Julia y Tomás caminando en suelo paraguayo, hablando tranquilos tras su larga y riesgosa huida.

## Reparto
- Martina Gusmán como Julia Zárate.
- Laura García como Marta.
- Elli Medeiros como Sofía.
- Rodrigo Santoro como Ramiro Nieva.
- Tomás Plotinsky como Tomás.
- Roberto Maciel como el Abogado de Sofía.
- Walter Cignoli como Períto Psicólogo.
- Leonardo Sauma como Ugo Casman.

## Significado del título
En relación con el título de esta producción, el director señaló en una rueda de prensa que, en Argentina, el término “Leonera” significa “lugar de tránsito” y, por lo general, se utiliza para designar las zonas de las prisiones por las que los presos deben pasar para ser trasladados, bien dentro o fuera de ellas. Además, la Leonera  es una jaula en que se tienen encerrados los leones, o a las leonas cuando están embarazadas y están por parir, concepto que se detalla en la cárcel de mujeres donde termina Julia y da a luz a su hijo.

## Recepción
Respecto a las primeras repercusiones de esta película protagonizada por Martina Gusmán (la esposa del director), hay que decir que son muchas. Antes de desembarcar en el circuito comercial argentino, Leonera fue presentada en el Festival de Cannes, donde fue elogiada y aplaudida. Como prueba de la buena repercusión obtenida en Cannes, cabe señalar algunos artículos  publicados en diferentes medios internacionales. En el caso de la información proveniente de AFP (Francia), por ejemplo, Leonera es presentada como una propuesta "convincente contada con gran sutileza y humanidad"; por otra parte, el diario "La Vanguardia" (España) optó por definirla como "dura y sólida", y para el diario "La Rioja" (España), como "realista, arriesgada y valiente".